# Pacific (schip, 1849)
De SS Pacific was een passagiersschip van de rederij Collins Line dat voer op de lijn New York - Liverpool. Het had twee zusterschepen: SS Arctic en SS Atlantic.
De Pacific werd gebouwd voor de New York and Liverpool United States Mail Steamship Company (Collins Line) met staatssteun, als een reactie op de toenemende invloed van de Britse stoomschepen op het trans-Atlantische transport, onder andere van de Cunard Line.
Het was een houten (eik, kastanje) schip met twee schoepenraderen, aangedreven door twee stoommachines van Allaire Iron Works die stoom kregen van vier stoomketels. Het verbruik lag tussen de 75 en 85 ton steenkool per dag. Daarnaast beschikte het over drie hulpzeilmasten.

Het luxe schip had een kapsalon, stoomverwarming in de kamers, en een Franse keuken.
De Pacific schip behaalde in zijn eerste dienstjaar een snelheidsrecord door tussen 11 en 21 september 1850 de overtocht van Liverpool naar New York te maken met een gemiddelde van 12,46 knopen en verkreeg hierdoor de Blauwe wimpel. Daarnaast brak het in 1851 het snelheidsrecord op de overtocht van New York naar Liverpool tussen 10 mei en 20 mei, met een gemiddelde van 13,03 knopen.

## Ramp
Het schip verliet Liverpool op 23 januari 1856 en verdween zonder enig spoor achter te laten. De 45 passagiers en 141 bemanningsleden aan boord moeten zijn verdronken. Toen het schip niet in New York aankwam werd aangenomen dat het bij Newfoundland op een ijsberg was gebotst. Een wrak in de Ierse Zee, dat in 1986 door een visser werd gevonden, doordat zijn visnet er in verstrikt raakte, zou in 1991 zijn geïdentificeerd als de boegsectie van de Pacific. Het ligt circa 12 zeemijl ten noordwesten van Anglesey op 44 meter diepte.